# Seraincourt (Ardennes)
Seraincourt település Franciaországban, Ardennes megyében. Lakosainak száma 257 fő (2022. január 1.). Seraincourt Chaumont-Porcien, Fraillicourt, Hannogne-Saint-Rémy, Remaucourt, Renneville, Saint-Fergeux és Sévigny-Waleppe községekkel határos.

## Népesség
A település népessége az elmúlt években az alábbi módon változott:
| Lakosok száma | 311  | 248  | 232  | 242  | 256  | 268  | 279  | 264  | 257  | 257  |
|               | 1968 | 1982 | 1990 | 2006 | 2013 | 2015 | 2017 | 2019 | 2020 | 2022 |